# 공국

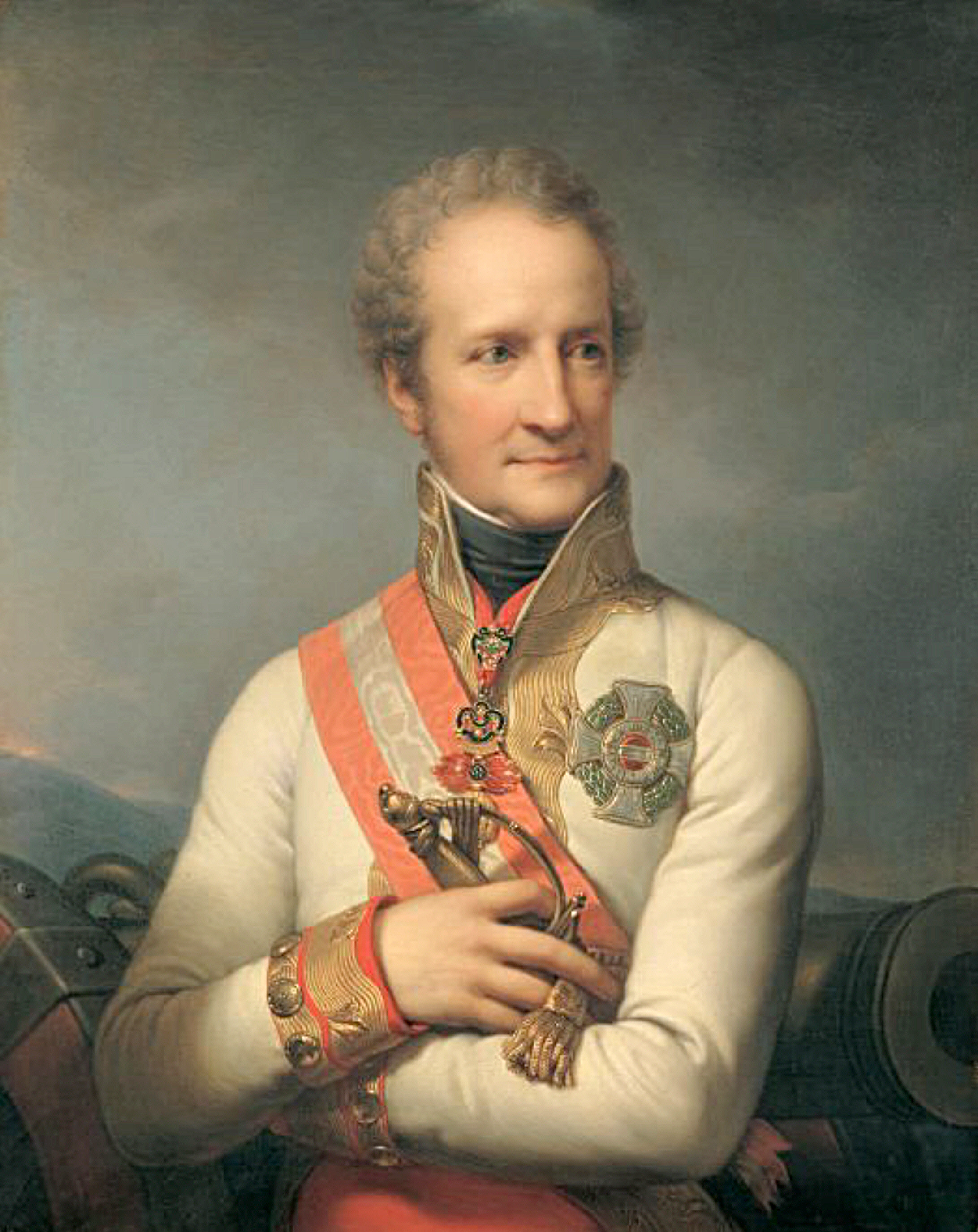

공국(公國) 또는 후국(侯國)은 군주의 작위가 공작, 후작(또는 공작 또는 후작으로 번역되는 작위)인 나라를 말한다. 여기에 해당되는 말은 영어로는 duchy 더치[*]와 principality 프린시팰리티[*] 두 가지가 있다.(→ 듀크, 프린스) 또한 공국은 왕보다 낮은 작위를 가진 군주가 다스리는 국가를 통칭하는 말이기도 하다. 군주의 작위가 공작이 아니더라도 독립적인 국가일 경우 공국이라 호칭한다. 독립적인 국가가 아닌 경우 제후국이라 통칭한다. 군주의 작위가 대공(또는 대공으로 번역)인 경우 대공국이라 구분하여 부르기도 한다.

## 목록
- 모나코(현존)
- 룩셈부르크(현존)
- 리히텐슈타인(현존)
- 안도라(현존)
- 밀라노 공국
- 파르마 공국
- 테오도로 공국
- 키예프 공국
- 왈라키아 공국
- 시랜드 공국(현존, 미승인)
- 헛리버 공국
- 모스크바 대공국

## 같이 보기
- 공작령